# 大王 (漫画)
『大王』(だいおう)は、黒田硫黄による日本の漫画短編集。1999年8月1日イースト・プレスから発売。

## 内容
- 西遊記を読む（大日本印刷ICC本部発行『季刊・本とコンピュータ』1998年春号）8ページ

- THE WORLD CUP 1962（イーストプレス『COMIC CUE』Vol.5、1998年）36ページ

- 象夏（講談社『モーニング新マグナム増刊』No.7、1999年）34ページ

- 蚊（講談社『月刊アフタヌーン』1993年11月号）16ページ

デビュー作。
- 熊（同上）4ページ

デビュー作と抱き合わせで掲載された作品。
- 南天（同上）16ページ

デビュー作と抱き合わせで掲載された作品。
- 夜のガレージ（講談社『MANGA SURPRISE』、1998年）4ページ

大日本天狗党絵詞連載中に描いた作品。
- 象の散歩（『月刊アフタヌーン』1994年1月号）30ページ

- メトロポリス（『COMIC CUE』Vol.6、1999年）44ページ

手塚治虫の同名作品をカヴァー。
- あさがお（『COMIC CUE』Vol.4、1998年）44ページ

よしもとよしとも原作。
- まるいもの（描き下ろし）8ページ

## 書籍情報
- 黒田硫黄『大王』1999年8月1日発行、ISBN 4-87257-175-4